# Salamander (Schiff, 1851)
Die Salamander war ein 1851 von der preußischen Marine in Dienst gestellter Aviso. 1855 tauschte Preußen das Schiff gemeinsam mit seinem Schwesterschiff Nix gegen die Thetis der Royal Navy ein, die es fortan unter dem Namen Weser einsetzte. Das Schiff wurde 1873 auf Abbruch verkauft.

## Geschichte
Während des Krieges um Schleswig-Holstein waren die deutschen Staaten Dänemark zur See eindeutig unterlegen. Unter diesem Eindruck nahm Prinz Adalbert von Preußen Kontakt sowohl zu den deutschen Schiffsbauern Devrient und J. W. Klawitter als auch zum britischen Schiffbauer John Scott Russell auf, um für die preußische Küste geeignete Kriegsschiffe bauen zu lassen. Russells Vorschläge zeigten die größere Erfahrung, weshalb am 16. März 1850 die Londoner Werft Robinson & Russell mit dem Bau zweier dampfgetriebener Avisos beauftragt wurde. Im selben Monat legte König Friedrich Wilhelm IV. die von Prinz Adalbert vorgeschlagenen Namen Nix und Salamander für die beiden Neubauten fest. Die beiden Schiffe erregten aufgrund ihrer technischen Umsetzung eine gewisse Aufmerksamkeit, da sie sowohl am Heck als auch am Bug jeweils ein Ruder erhielten, um voraus und achteraus in etwa gleich gut manövrieren zu können. Auch war ihre Takelage darauf ausgelegt, in beide Richtungen segeln zu können. Die tatsächliche Manövrierbarkeit war gut, blieb aber hinter den Erwartungen zurück. So waren die Avisos allein unter Segeln nicht zu steuern.
Die Werft begann umgehend mit dem Bau der beiden Schiffe. Ein genaues Datum der Kiellegung oder des Stapellaufs ist nicht bekannt. Bei einer im August 1850 durchgeführten Begutachtung stellte sich heraus, dass der Baufortschritt der Nix deutlich hinter dem Plan lag. Daher vereinbarte die preußische Marine mit Robinson & Russell, dass der Bau der Nix zugunsten der Salamander vorübergehend ganz eingestellt wurde. Hintergrund dieser Entscheidung war der Wunsch der Marine, zumindest eines der beiden Schiffe noch vor einer möglichen winterlichen Vereisung der preußischen Ostseeküste fertigzustellen. Dies gelang, so dass Anfang Dezember mit den Probefahrten begonnen werden konnte, bei denen auch Kommodore Jan Schröder anwesend war. Einen Tag nach dem Ende der Probefahrten begann am 17. Dezember die Überführungsfahrt nach Swinemünde, bei der die Besatzung von der Werft gestellt wurde. An Silvester 1850 erreichte die Salamander Swinemünde. Dort entstand die Situation, dass die preußische Finanzbehörde einen Einfuhrzoll auf das Inventar und die Bewaffnung der Salamander erhob, obwohl das Schiff vom preußischen Staat geordert wurde. Selbiges passierte auch bei der Überführung der Nix einige Monate später. Mitte Januar 1851 war die Überführung offiziell beendet, die britischen Seeleute reisten wieder ins Vereinigte Königreich zurück und die Salamander lag zunächst vor dem Marinedepot in Stettin.

Da die Nix während ihrer Überführung nach Preußen Ende April in der Odermündung auf Grund lief, wurde die Salamander kurzfristig in Dienst genommen, um ihr Schwesterschiff abzubringen. Die erste offizielle Indienststellung erfolgte jedoch erst am 1. Juli 1851. Die Besatzung der Salamander unternahm einige Übungen und erhielt Besuch durch Prinz Adalbert. Am 28. Juli befand sich zudem König Friedrich Wilhelm IV. an Bord, um von Swinemünde aus nach Königsberg zu fahren. Bereits Mitte September endete die Indiensthaltungsperiode in Stettin. Die „Stralsundische Zeitung“ berichtete am 20. September über die Fahrten der Dampfavisos, brachte dabei aber auch die Ansicht zum Ausdruck, 

„daß eine Marine nur auf der See und auf tüchtigen Segelfregatten zu erzielen ist.“

Im Frühjahr 1852 wurde die Salamander ohne offizielle Indienststellung auf den Dänholm verlegt, wo sich das neue Depot der Marine befand. 1853 befand sich das Schiff vom 11. Juni bis zum 19. September im Dienst. Während dieser Zeit wurde die Salamander nach Karlskrona verlegt und dort eingedockt. Die Außerdienststellung erfolgte ebenfalls dort, da unter der Besatzung die Cholera ausbrach. Vom 26. Mai bis zum 10. Juni 1854 befand sich das Schiff erneut im Dienst und wurde von Karlskrona nach Danzig verlegt.
Insgesamt fand die Salamander ebenso wie ihr Schwesterschiff Nix nur wenig Verwendung. Beide Schiffe wurden recht negativ beurteilt, wobei eine gewisse Skepsis von Kommandanten und Besatzungen gegenüber den noch recht neuen Dampfschiffen sowie die Störanfälligkeit der Schiffe beitrug. So kam es mehrfach zu Bränden der hölzernen Schottenverkleidung, die durch die Hitze der Dampfkessel Feuer fingen. Da in der preußischen Marine eine weitere Schulfregatte gebraucht wurde, die Royal Navy ihrerseits kleinere Dampfschiffe für einen Einsatz im Krimkrieg benötigte, wurde ein Tausch zwischen beiden Marinen ausgehandelt. Preußen sollte die Fregatte Thetis, die Royal Navy die beiden Avios erhalten – wobei der Vertrag zugunsten der Briten ausfiel. Die Salamander wurde für die Überführung nach Großbritannien am 22. Oktober 1854 in Dienst gestellt und lief gemeinsam mit der Nix Anfang November aus Danzig aus. Am 23. November befanden sich beide Schiffe im Jadebusen, um an der Feier zur Übernahme des Jadegebietes teilzunehmen. Am 25. November verließen die Avisos die Jade und liefen nach Bremerhaven, um dort Kohle zu übernehmen. Dort angekommen, verweigerten der Kommandant des hannoveranischen Fort Wilhelm sowie der Bremer Hafenmeister den „ausländischen“ Kriegsschiffen zunächst, im Hafen einzulaufen, genehmigten dann aber einen Aufenthalt bis zum 1. Dezember. Da aufgrund von Sturm und Eisgang ein fristgerechtes Auslaufen nicht möglich war, wurde sogar die gewaltsame Besetzung der Schiffe angedroht, nach der Intervention des preußischen Gesandten aber die Frist verlängert. Letztlich verließen Nix und Salamander am 11. Dezember Bremerhaven wieder. Sie brauchten drei Tage, um sich bei schwerem Sturm in die Nordsee zu kämpfen. Durch das schwere Wetter getrennt, erreichten beide Schiffe nach einigen Tagen Devonport und wurden dort am 12. Januar 1855 an die Royal Navy übergeben. Neben der Thetis wurde auch die Grille in Le Havre als Ersatz für die Dampfavisos in Auftrag gegeben.
Die Salamander erhielt den neuen Namen Weser. Nach einer Überholung in Devonport lief das Schiff schon im März 1855 ins Mittelmeer und weiter ins Schwarze Meer, um am Krimkrieg teilzunehmen, so bei der Beschießung von Kinburn im Oktober 1855. Ende Dezember 1855 lag die Weser vor Kertsch. Nach dem Krimkrieg wurde das von der Royal Navy als Kanonenboot eingestufte Schiff auf Malta stationiert und von Mai 1859 bis 1861 in Woolwich überholt und anschließend erneut ins Mittelmeer entsandt. Von 1866 an blieb die Weser als Hafenschiff auf Malta. Sie wurde am 29. Oktober 1873 verkauft und in der Folge abgewrackt.

## Kommandanten
Die folgende Tabelle listet die Kommandanten der Salamander während der offiziellen Indiensthaltungen in der preußischen Marine auf.
| 1. Juli bis 15. September 1851       | Marineleutnant II. Klasse Eduard Heldt      |
| 11. Juni bis 17. September 1853      | Marineleutnant II. Klasse Theodor Niesemann |
| 26. Mai bis 10. Juni 1854            | Marineleutnant I. Klasse Alfred von Pirch   |
| 22. Oktober 1854 bis 12. Januar 1855 | Leutnant zur See II. Klasse Heinrich Köhler |